# Skulpturenpark Nortorf
Der Skulpturenpark Nortorf befindet sich im Stadtpark von Nortorf im deutschen Bundesland Schleswig-Holstein. Gezeigt werden Skulpturen namhafter schleswig-holsteinischer  Künstler.

## Geschichte
Der Stadtpark von Nortorf wurde in den Jahren 1953 bis 1956 östlich des Stadtzentrums als Landschaftspark angelegt. Das Parkgelände zeichnet sich durch eine Mischung verschiedenster Baumarten, darunter Eichen, Lärchen, Silber-Ahorn, Birken, Kiefern und Platanen aus. Auf Initiative des Politikers und Kunstkenners Kurt Hamer wurde dort Ende 1987 der Skulpturenpark Nortorf etabliert und die ersten 11 Skulpturen aufgestellt. Von den ursprünglichen Werken wurden einige ausgetauscht und neue aufgestellt. Heute umfasst die Sammlung 22 Plastiken von 21 verschiedenen Bildhauern unterschiedlichster Stilrichtungen. Der Förderverein Skulpturenpark Nortorf e. V. betreut die ständige Ausstellung mit Führungen und Öffentlichkeitsarbeit.
Zum 120. Geburtstag der Schriftstellerin Thusnelda Kühl (1872–1935), wurde am 14. August 1992 ein Gedenkstein im Stadtpark aufgestellt, der an die langjährige Bürgerin der Stadt Nortorf erinnert.

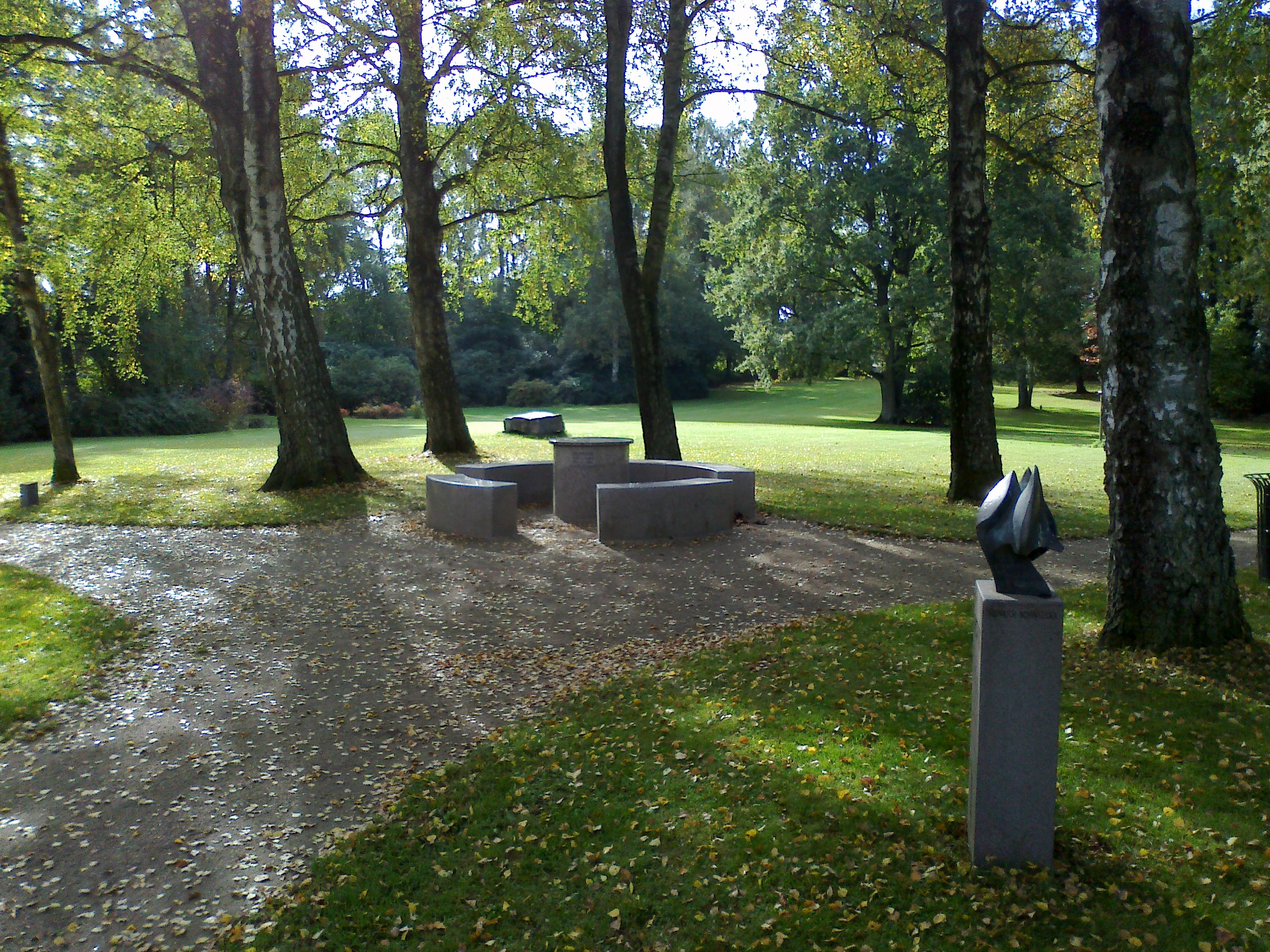
Herbststimmung …
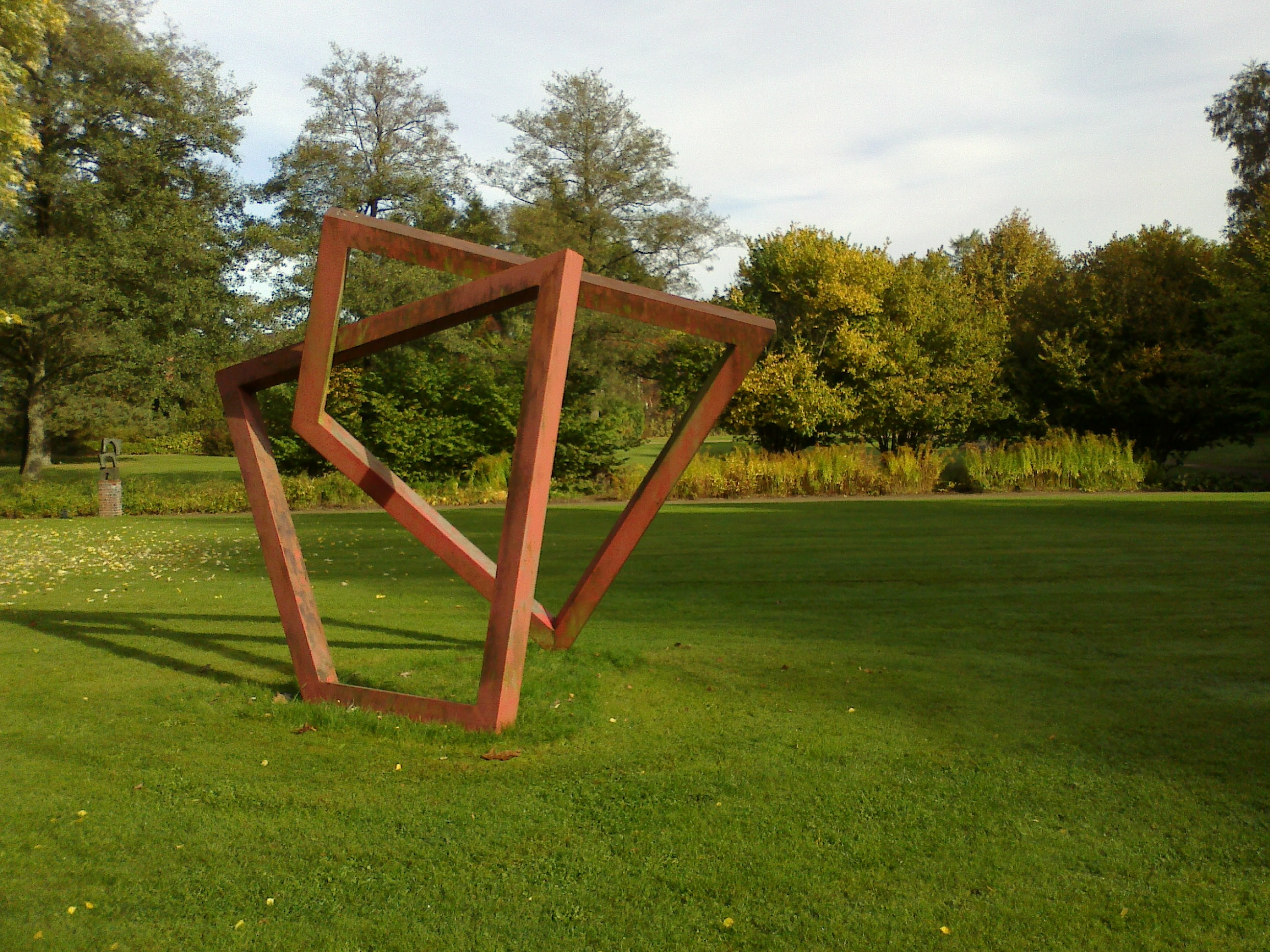
… im Skulpturenpark Nortorf
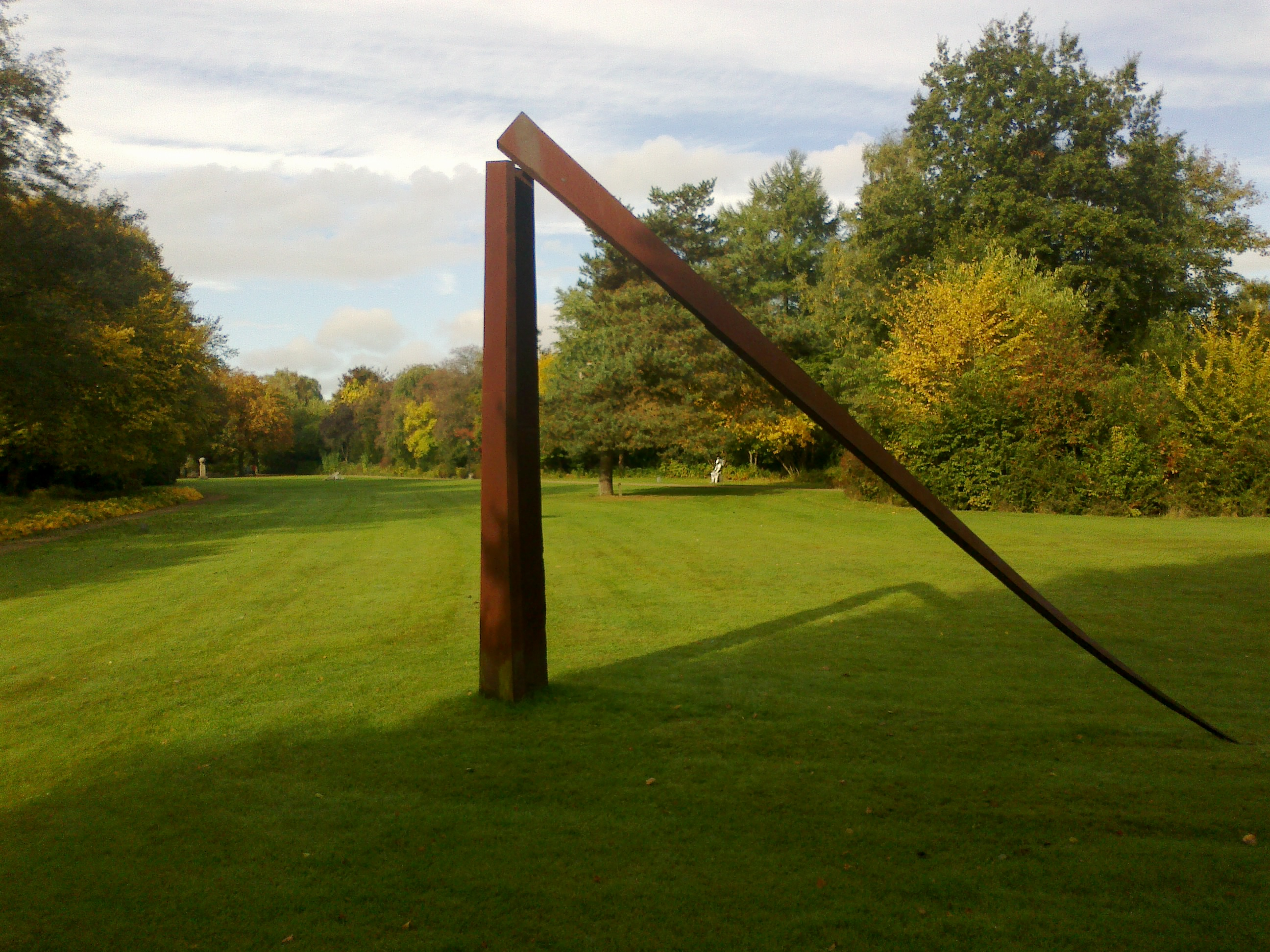
Stadt- und Skulpturenpark
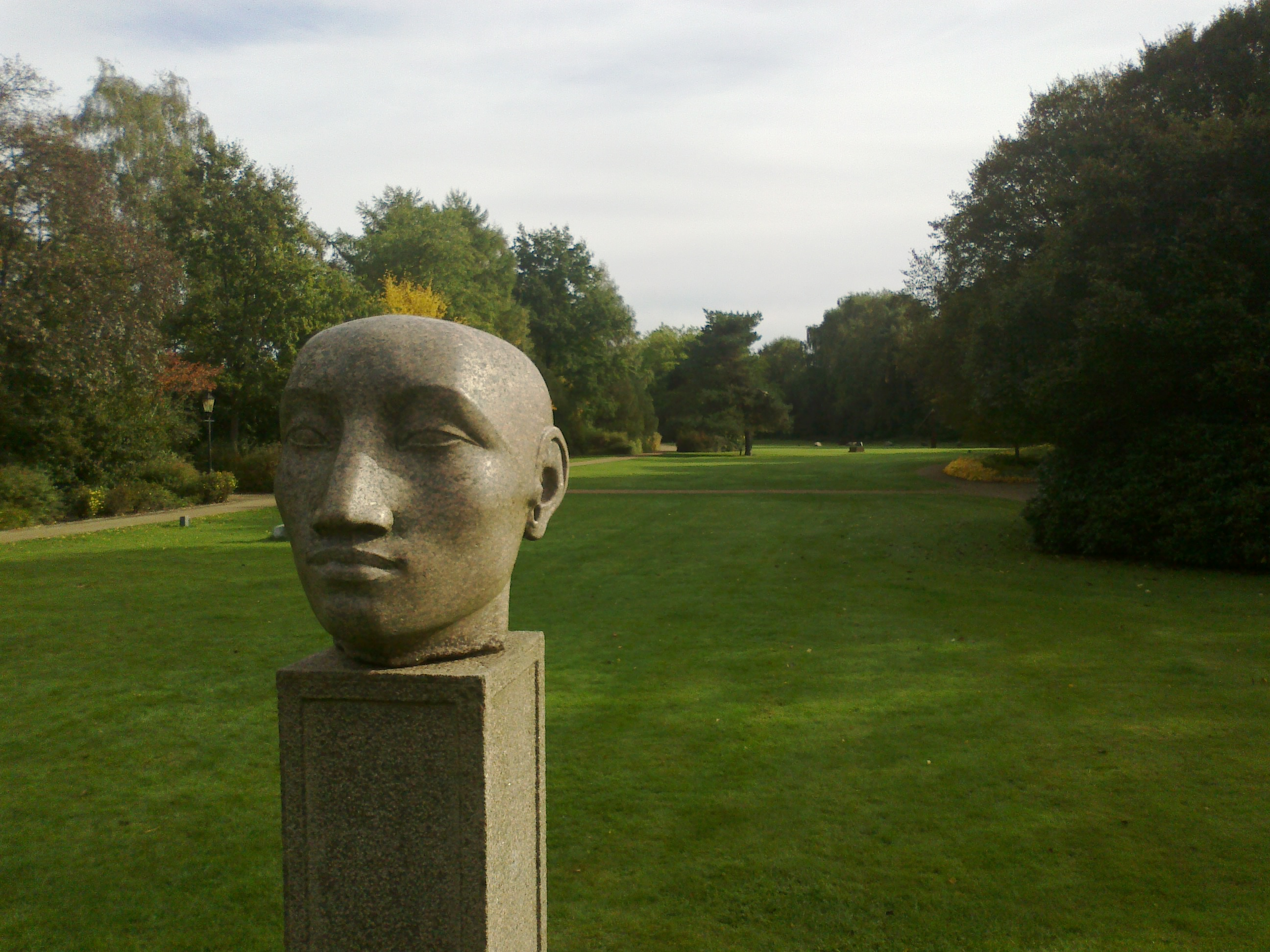
Blick vom Eingang

## Sammlung
- Klaus Kütemeier: Kopf
- Bernd-Dietrich Stolte: Annäherung
- Thomas Jaspert: Griff
- Manfred Sihle-Wissel: Stele
- Jutta Reichelt: Sitzende
- Hans Martin Ruwoldt: Sich leckender Gepard
- Hans Martin Ruwoldt: Stehende mit erhobenen Armen
- Ulrich Beier: Vogel
- Tom Müllers: Großes oberes Fragment
- Anke Bunt: Wegkreuz
- Heinrich Rohwedder: Phönix
- Hans-Dieter Schrader: Viereck und Viereck
- Jörg Plickat: Weiblicher Torso
- Karl August Ohrt: Drei Bögen
- Dieter Koswig: Neun Kreissegmente
- Uwe Appold: Landschaft
- Jan Koblasa: Fünf Arbeitstage
- Uwe Gripp: Halm
- Hans O. Lehnert: Bodenskulptur 30/90
- Hermann Stehr: Ikarus
- Ulrich Lindow: Lebenssäule
- Susan Walke: Helweg